# 5 000 meter för damer i friidrott vid olympiska sommarspelen 2016
Damernas 5 000 meter vid olympiska sommarspelen 2016, i Rio de Janeiro i Brasilien avgjordes den 16-19 augusti på Estádio Olímpico João Havelange.

## Medaljörer
| Spel        | Guld                   | Silver                     | Brons                |
| 5 000 meter | Vivian Cheruiyot Kenya | Hellen Onsando Obiri Kenya | Almaz Ayana Etiopien |

## Resultat

### Heat

#### Heat 1
| Placering | Idrottare                 | Nationalitet   | Tid      | Noteringar |
| --------- | ------------------------- | -------------- | -------- | ---------- |
| 1         | Hellen Onsando Obiri      | Kenya          | 15:19,48 | Q          |
| 2         | Yasemin Can               | Turkiet        | 15:19,50 | Q          |
| 3         | Mercy Cherono             | Kenya          | 15:19,56 | Q          |
| 4         | Shelby Houlihan           | USA            | 15:19,76 | Q          |
| 5         | Susan Kuijken             | Nederländerna  | 15:19,96 | Q, SB      |
| 6         | Madeline Heiner Hills     | Australien     | 15:21,33 | q          |
| 7         | Miyuki Uehara             | Japan          | 15:23,41 | q, SB      |
| 8         | Ababel Yeshaneh           | Etiopien       | 15:24,38 | q          |
| 9         | Juliet Chekwel            | Uganda         | 15:29,07 |            |
| 10        | Laura Whittle             | Storbritannien | 15:31,30 |            |
| 11        | Louise Carton             | Belgien        | 15:34,39 |            |
| 12        | Kim Conley                | USA            | 15:34,39 |            |
| 13        | Jessica O'Connell         | Kanada         | 15:51,18 |            |
| 14        | Lucy Oliver               | Nya Zeeland    | 15:53,77 |            |
| 15        | Sharon Firisua            | Salomonöarna   | 18:01,62 |            |
| 16        | Beatrice Kamuchanga Alice | Kongo-Kinshasa | 19:29,47 |            |
|           | Dalila Abdulkadir         | Bahrain        | DNS      |            |

#### Heat 2

Officiella videohöjdpunkter

| Placering | Idrottare                 | Nationalitet   | Tid      | Noteringar |
| --------- | ------------------------- | -------------- | -------- | ---------- |
| 1         | Almaz Ayana               | Etiopien       | 15:04,35 | Q          |
| 2         | Senbere Teferi            | Etiopien       | 15:17,43 | Q          |
| 3         | Vivian Cheruiyot          | Kenya          | 15:17,74 | Q          |
| 4         | Karoline Bjerkeli Grøvdal | Norge          | 15:17,83 | Q          |
| 5         | Eilish McColgan           | Storbritannien | 15:18,20 | Q          |
| 6         | Eloise Wellings           | Australien     | 15:19,02 | q, SB      |
| 7         | Genevieve LaCaze          | Australien     | 15:20,45 | q, PB      |
| 8         | Stephanie Twell           | Storbritannien | 15:25,90 |            |
| 9         | Misaki Onishi             | Japan          | 15:29,17 |            |
| 10        | Mimi Belete               | Bahrain        | 15:29,72 |            |
| 11        | Andrea Seccafien          | Kanada         | 15:30,32 |            |
| 12        | Ayuko Suzuki              | Japan          | 15:41,81 |            |
| 13        | Stella Chesang            | Uganda         | 15:49,80 |            |
| 14        | Jennifer Wenth            | Österrike      | 16:07,02 | q          |
| 15        | Nikki Hamblin             | Nya Zeeland    | 16:43,61 | q          |
| 16        | Abbey D'Agostino          | USA            | 17:10,02 | q          |
| –         | Bibiro Ali Taher          | Tchad          | DNF      |            |

### Final

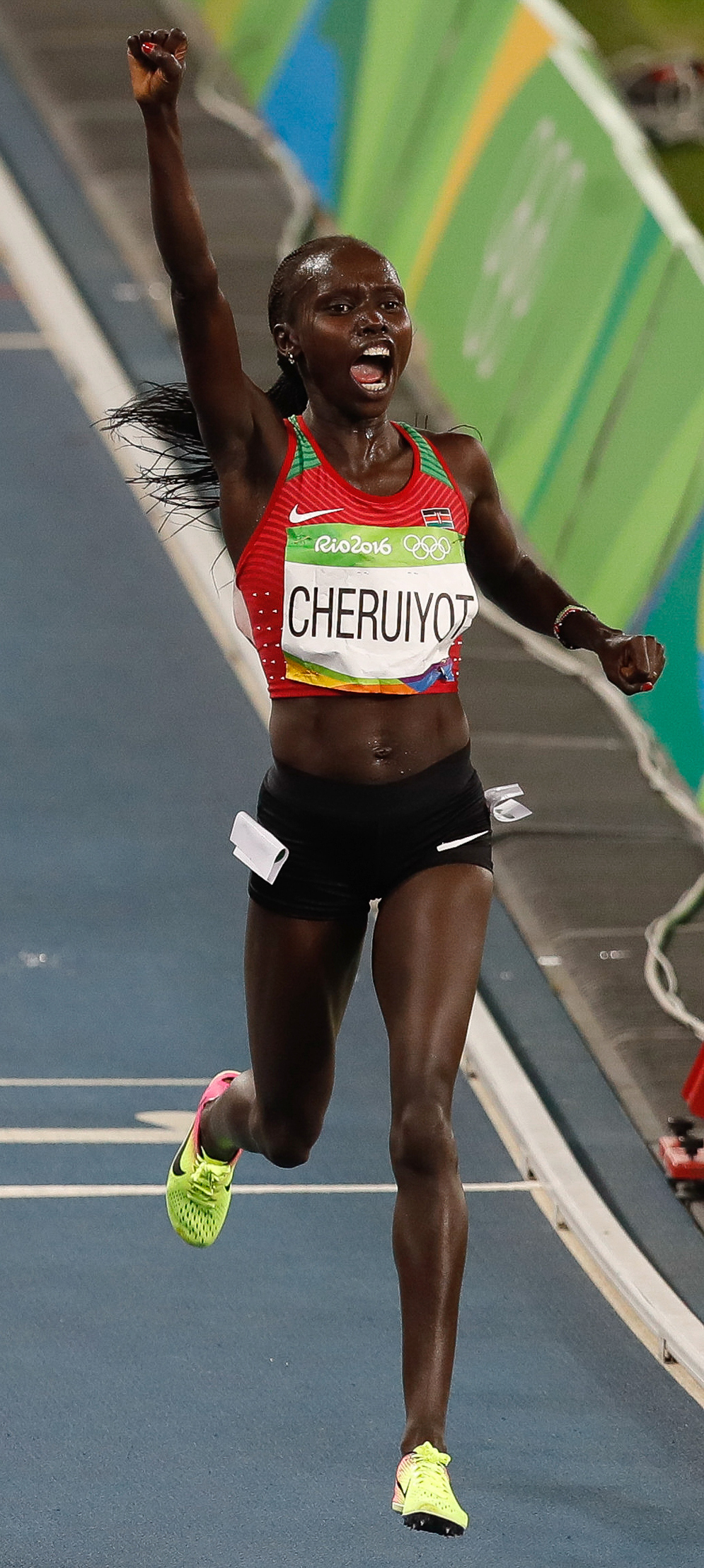
Vivian Cheruiyot firar vid målgången.

| Placering | Idrottare                 | Nationalitet   | Tid      | Noteringar |
| --------- | ------------------------- | -------------- | -------- | ---------- |
| 1         | Vivian Cheruiyot          | Kenya          | 14:26,17 | OR         |
| 2         | Hellen Onsando Obiri      | Kenya          | 14:29,77 | PB         |
| 3         | Almaz Ayana               | Etiopien       | 14:33,59 |            |
| 4         | Mercy Cherono             | Kenya          | 14:42,89 |            |
| 5         | Senbere Teferi            | Etiopien       | 14:43,75 |            |
| 6         | Yasemin Can               | Turkiet        | 14:56,96 |            |
| 7         | Karoline Bjerkeli Grøvdal | Norge          | 14:57,53 | PB         |
| 8         | Susan Kuijken             | Nederländerna  | 15:00,69 | PB         |
| 9         | Eloise Wellings           | Australien     | 15:01,59 | SB         |
| 10        | Madeline Heiner Hills     | Australien     | 15:04,05 | PB         |
| 11        | Shelby Houlihan           | USA            | 15:08,89 |            |
| 12        | Genevieve LaCaze          | Australien     | 15:10,35 | PB         |
| 13        | Eilish McColgan           | Storbritannien | 15:12,09 |            |
| 14        | Ababel Yeshaneh           | Etiopien       | 15:18,26 |            |
| 15        | Miyuki Uehara             | Japan          | 15:34,97 |            |
| 16        | Jennifer Wenth            | Österrike      | 15:56,11 |            |
| 17        | Nikki Hamblin             | Nya Zeeland    | 16:14,24 | SB         |
| –         | Abbey D'Agostino          | USA            | DNS      |            |